# Асталош Василь Михайлович
Василь Михайлович Астало́ш (нар. 11 січня 1924, Свалява — пом. 31 серпня 1993, Поляна) — український майстер декоративно-ужиткового мистецтва, заслужений майстер народної творчості УРСР з 1971 року.

## Біографія
Народився 11 січня 1924 року у місті Сваляві (тепер Мукачівський район Закарпатської області, Україна). Майстерності навчався у свого батька М. І. Асталоша. Закінчив Свалявську горожанську (неповну-середню) школу і Мукачівську вчительську семінарію.
Учителював в школах Свалявщини у селах Сасівці, Синяку та Стройному. Впродовж 1968—1985 років працював творчим майстром та головним художником Драчинської художньо-сувенірної фабрики. Помер в селі Поляні 31 серпня 1993 року.

## Творчість
Працював у галузі художньої обробки дерева та металу. Роботи виконані у стилі невисокої рельєфної різьби. Серед робіт:
різьблені з дерева портрети
- Володимира Леніна (1980);
- Івана Франка (1980—1982);
- Тараса Шевченка (1980—1982);
- Миколи Гоголя;
- Лесі Українки;

композиції
- «Шота Руставелі» (1964);
- «Трембітар» (1965);
- «Олекса Довбуш» (1980);
- «Лісоруб»;
- «Вівчар на полонині»;
- «Переяславська рада»;
- «Визволителі Карпат»;
- «Розстріл демонстрантів»;
- «Народне верховинське весілля»;
- «Опришок Пинтя»;
- «Сутичка демонстрантів із жандармами у Сваляві»;
- «Страйк»;
- «Вісники миру»;
- «Золоті ворота» (до 1500-річчя Києва);
- «Хрещення Русі» (до 1000-річчя);

карбовані роботи
- «Ленін у Польщі» (1975—1978).

Брав участь у міжнародних виставках, де його роботи відзначалися дипломами і медалями. Зокрема, вони демонструвалися в Монреалі (Канада) на виставці «Експо-70», експортувалися в США, Бельгію, Угорщину та інші країни.
Роботи майстра зберігаються у Національному музеї українського народного декоративного мистецтва, Закарпатському краєзнавчому музеї, музеях Канади, Чехії, Словаччини, Китаю.

## Вшанування
Іменем майстра названо одну із вулиць Сваляви.